# 境政郎
境 政郎（さかい まさお、1940年（昭和15年）1月15日 - ）は、日本の実業家。フジテレビ常務取締役、エフシージー総合研究所社長を務めた。

## 来歴・人物
中国大連で生まれ、引き揚げ後は熊本県に移る。
栄光学園中学校・高等学校を経て、東京大学法学部卒業。
1964年（昭和39年）4月フジテレビに入社。最初は『ビジョン討論会』などのディレクター職も経験し、1972年（昭和47年）から80年までは『リビング11』で商品リポーターを務めた。同年編成局調査部に異動となる。
1995年（平成7年）7月経営企画局長、1997年6月取締役に選任され、経営管理本部経営企画室長、1999年6月取締役経営企画・秘書室・法務室担当、法務室長、2000年6月取締役新規事業・IR担当。
2001年（平成13年）6月常務取締役IR・特命事項担当。
2005年（平成17年）6月、エフシージー総合研究所社長に就任し、2012年6月会長、2018年6月相談役。

## 著書
- 『テレビショッピング事始め』扶桑社、2008年2月。ISBN 978-4594055653。
- 『水野成夫の時代――社会運動の闘士がフジサンケイグループを創るまで』日本工業新聞社（出版）、産経新聞出版（販売）、2012年5月。ISBN 978-4863060944。
- 『「肥後もっこす」かく戦えり――電通創業者光永星郎と激動期の外相内田康哉の時代』日本工業新聞社（出版）、産経新聞出版（販売）、2015年2月。ISBN 978-4863061132。
- 『そして、フジネットワークは生まれた――日本有数のネットワーク、成長・発展の時代から挑戦の日々へ』扶桑社、2020年1月。ISBN 978-4594084028。